# Pokój w Lunéville

Europa po pokoju w Lunéville

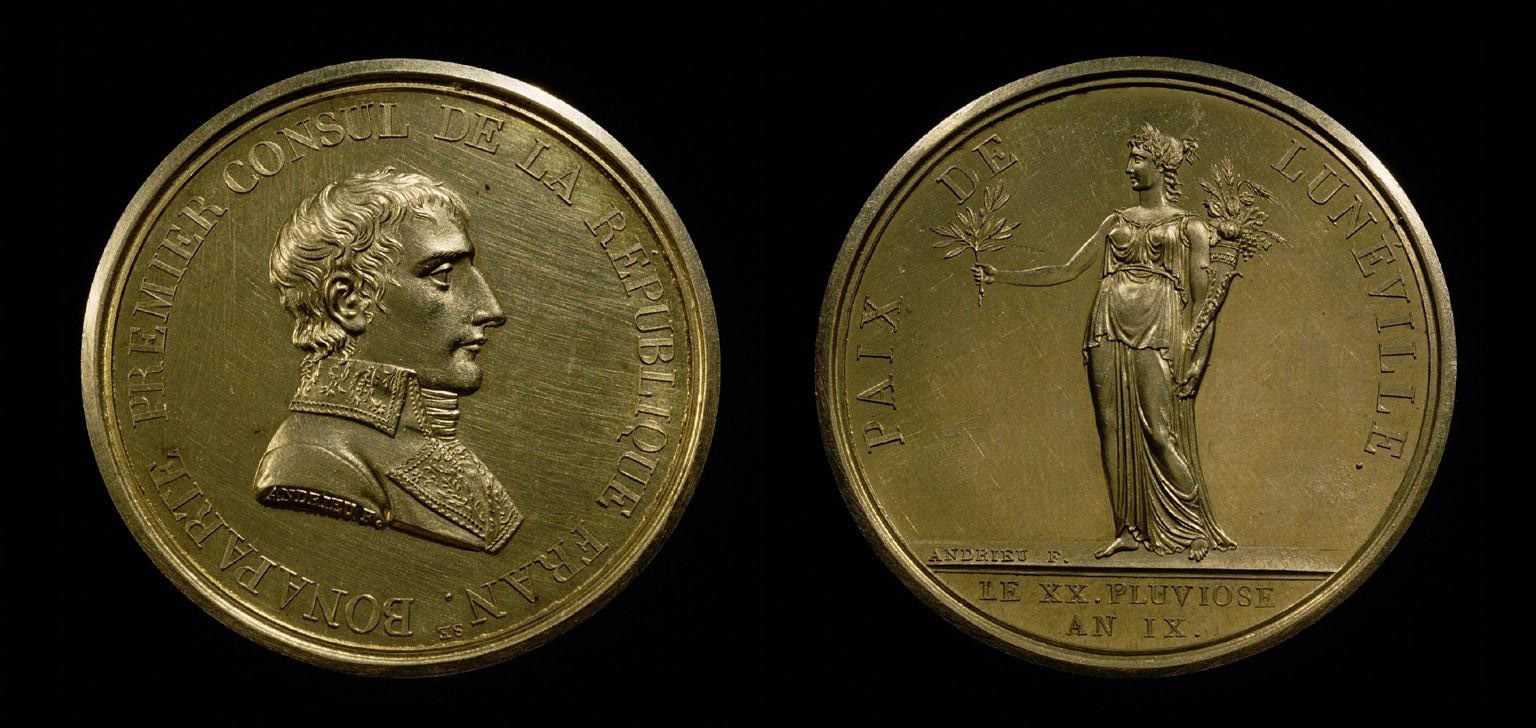
Francuski medal pamiątkowy z 1801

Pokój w Lunéville 1801 – traktat pokojowy kończący wojnę Republiki Francuskiej z Austrią i tym samym skutkował rozpadem II koalicji antyfrancuskiej (1798-1802).

## Historia
Armia austriacka po serii porażek (bitwa pod Montebello, bitwa pod Marengo, bitwa pod Höchstädt, bitwa pod Hohenlinden) nie była w stanie stawiać dłużej oporu armii francuskiej. W stanie wojny z Francją pozostała tylko Wielka Brytania. Negocjacje pokojowe ze strony francuskiej prowadził Józef Bonaparte, a ze strony austriackiej Ludwig Cobenzl.
Postanowienia:
- w zasadzie potwierdzono postanowienia pokoju w Campo Formio z 1797[1]
- Austria zatrzymywała Wenecję[1], a traciła wszystkie pozostałe posiadłości we Włoszech (Napoleon Bonaparte ponownie urządzał Włochy według własnych wyobrażeń)[2]
- granica między Francją a Rzeszą została ustalona na Renie[1]
- Francja przejęła kontrolę nad księstwami niemieckimi na lewym brzegu Renu (poszkodowani książęta mający tam posiadłości mieli otrzymać rekompensatę z majątku Kościoła, ale gwarantem wykonania tej decyzji została Francja, co dało jej prawo do ingerowania w sprawy wewnętrzne Rzeszy)[1], rezygnując ze swych roszczeń do terytoriów na brzegu prawym[5]
- Austria uznała zmiany dokonane przez Bonapartego w Holandii i Szwajcarii[6]
- we Włoszech została przywrócona Republika Cisalpińska[6]
- książę Parmy, w zamian za swe dotychczasowe państwo - przyłączone do Republiki Cisalpińskiej, otrzymał Toskanię[6]
- potwierdzono granice państw włoskich[potrzebny przypis]
- obie strony uznały niepodległość republik siostrzanych: batawskiej, helweckiej i liguryjskiej[7]